# Fabian Forte
Pour les articles homonymes, voir Fabian.
Fabian Forte, plus connu sous le nom de Fabian, est un chanteur de rockabilly et acteur américain né le 6 février 1943 à Philadelphie en Pennsylvanie. Onze de ses chansons se sont inscrites sur le Billboard Hot 100.

## Biographie
Découvert en 1957, par Bob Marcucci et Peter DeAngelis, propriétaires de Chancellor Records, il obtient son premier succès en 1959 avec le single Turn Me Loose, qui monte jusqu'à la 9e place du Billboard. Il reste toutefois mieux connu pour son hit Tiger (1959), qui atteint la 3e place du Billboard et dont les ventes dépassent le million de copies. Ces deux chansons se retrouvent sur l'album Hold That Tiger qui se maintient dans le top 15 pendant deux semaines.

## Discographie

### Singles
- 1958 : Shivers
- 1958 : I'm In Love
- 1958 : Littly You
- 1958 : Be My Steady Date
- 1959 : I'm A Man
- 1959 : Hypnotized
- 1959 : Turn Me Loose
- 1959 : Stop Thief
- 1959 : Tiger
- 1959 : Mighty Cold
- 1959 : Come On and Get Me
- 1959 : Got A Feeling
- 1959 : Hound Dog Man
- 1959 : This Friendly World
- 1960 : String Along
- 1960 : About This Thing Called Love
- 1960 : I'm Gonna Sit Right Down and Write Myself a Letter
- 1960 : Strollin' In The Springtime
- 1960 : King Of Love
- 1960 : Tomorrow
- 1960 : Kissin' And Twistin'
- 1960 : Long Before
- 1961 : You Know You Belong to Someone Else
- 1961 : Hold On
- 1961 : Grapevine
- 1961 : David and Goliath
- 1961 : The Love That I'm Giving to You
- 1961 : You're Only Young Once
- 1961 : A Girl Like You
- 1961 : Dream Factory
- 1961 : Tongue Tied
- 1961 : Kansas City
- 1961 : Wild Party
- 1961 : Made You
- 1963 : Break Down and Cry
- 1963 : She's Staying Inside With Me

### Participations aux bandes originales de films
- 1959 : The Dick Clark Show : Turn Me Loose et Tiger (1 épisode)
- 1960 : Le Grand Sam : If You Knew
- 1961 : Love in a Goldfish Bowl : You're Only Young Once
- 1965 : Les Dix Petits Indiens : Ten Little Indians
- 1978 : Bobby Vinton's Rock 'n Rollers : Turn Me Loose et Land of a Thousand Dances
- 1981 : American Pop : Turn Me Loose
- 1986 : Best of Bandstand : Turn Me Loose
- 2000 : Hollywood Rocks the Movies: The Early Years (1955-1970) : I'm Growin' Up

## Filmographie

### Acteur

#### Cinéma
- 1959 : Hound-Dog Man de Don Siegel : Clint McKinney
- 1960 : Une seconde jeunesse : Gil Sparrow
- 1960 : Le Grand Sam : Billy Pratt
- 1961 : Love in a Goldfish Bowl : Giuseppe La Barba
- 1962 : M. Hobbs prend des vacances : Joe Carmody
- 1962 : Five Weeks in a Balloon : Jacques
- 1962 : Le Jour le plus long : un ranger américain
- 1964 : Ride the Wild Surf : Jody Wallis
- 1965 : Chère Brigitte : Kenneth Taylor
- 1965 : Les Dix Petits Indiens : Mike Raven
- 1966 : Fireball 500 (en) de William Asher : Sonny Leander
- 1966 : L'Espion qui venait du surgelé : Bill Dexter
- 1967 : Thunder Alley de Richard Rush : Tommy Callahan
- 1968 : Maryjane (en) de Maury Dexter : Phil Blake
- 1968 : The Wild Racers : Joe Joe Quilico
- 1969 : The Devil's 8 (en) de Burt Topper : Sonny
- 1970 : A Bullet for Pretty Boy (en) de Larry Buchanan  : Charles Arthur Floyd
- 1971 : The Hard Ride (en) de Burt Topper : un officier de police
- 1973 : Soul Hustler : Matthew Crowe
- 1973 : Little Laura and Big John : John
- 1978 : Disco Fever (en) : Richie Desmond
- 1981 : Kiss Daddy Goodbye : Député Blanchard
- 1983 : Get Crazy de Allan Arkush : Marv

#### Télévision
- 1960 : The Red Skelton Show : l'invité (1 épisode)
- 1961 : C'est arrivé à Sunrise (Bus Stop) : Luke Freeman (1 épisode)
- 1962 : The Gertrude Berg Show : Paul Volk (1 épisode)
- 1962 : The Dick Powell Show (en) : Jake Cobb (1 épisode)
- 1963 : La Grande Caravane : Rome (1 épisode)
- 1963 : Le Plus Grand Chapiteau du monde : Mac (1 épisode)
- 1963-1966 : Le Virginien : Plusieurs rôles (3 épisodes)
- 1964 : The Eleventh Hour (en) : Gilbert Brubaker (1 épisode)
- 1965 : Daniel Boone : David Ellis (1 épisode)
- 1967 : Commando du désert : Pennell (1 épisode)
- 1967 : Bob Hope Presents the Chrysler Theatre : Grenier (1 épisode)
- 1971 : Sur la piste du crime : Bryan Hazard (1 épisode)
- 1973 : Love, American Style : Steve Stone (1 épisode)
- 1978 : The Hardy Boys/Nancy Drew Mysteries : Paul Leyton (1 épisode)
- 1978 : Getting Married : Wayne Spanka
- 1978 : Katie: Portrait of a Centerfold : Emcee
- 1979 : Crisis in Mid-Air (en) : Billy Coleman
- 1980 : L'Île fantastique : Walter Wilde (1 épisode)
- 1982 : La croisière s'amuse : Joe Baylor
- 1984 : Movie Macabre : Député Blanchard (1 épisode)
- 1994 : Runaway Daughters de Joe Dante : M. Rusoff
- 1999 : Mr. Rock 'n' Roll: The Alan Freed Story

### Producteur
- 1985 : Good Time Rock 'n' Roll
- 1993 : The Wild West